# Megascelus albovillosus
Megascelus albovillosus är en tvåvingeart som beskrevs av Artigas 1973. Megascelus albovillosus ingår i släktet Megascelus och familjen Mydidae. Inga underarter finns listade i Catalogue of Life.